# Каликинская волость (Чухломский уезд)
Каликинская волость — низшая административно-территориальная единица в составе Чухломского уезда Костромской губернии Российской империи и СССР, существовавшая в 1727—1929 годах. Волостной центр — д. Еремейцево.
На 2023 год территория Антроповского района, Парфеньевского муниципального округа Костромской области.

## История
14 января 1929 года Костромская губерния и все её уезды были упразднены, большая часть Чухломского уезда вошла в состав Костромского округа Ивановской Промышленной области.

## Состав волости
По данным на 1907 год в состав волости входили нижеследующие населённые пункты.
Агафонов Починок (Малая Погорелка) на рч. Нея, Аксёново д., Ананьино д. на рч. Печерды, Анфимово с., ш. на рч. Печерды, Астафьево д. на рч. Еги, Асеево д. на рч. Печерды, Бекренево д. на рч. Нея, Бекренево усадьба на рч. Нея, Билаково д. на рч. Нея, Борисово д., Бородино д. на рч. Талица, Быково д. на рч. Еги, Василёво д. на рч. Печерды, Василево усадьба на рч. Жогловка, Васильево сельцо на рч. Жогловка, Васьково с., ш. на рч. Кожевенка, Вахонино д., Гашево д., Гориково д. на рч. Нея и Печерды, Горлово д., Горохово д. на рч. Мироновка, Горюшкино д., Грибаново д. на рч. Печерды, Григорово д. на рч. Нея, Денисово д. на рч. Идол, Дорок д. на рч. Идол, Дорок усадьба, Дор д. на рч. Нея, Еремейцево д. на рч. Идол, Задний Двор д. на рч. Макаровка, Заулково д., Зубарево д., Иевлево д., Игнатово д., Игнатов Починок д. на рч. Идол, Исаково д. на рч. Исаковка, Каликино-Введение с. на рч. Идол, Каликино-Никола с., ш., б., я., Каликино д. на рч. Нея, Каликино усадьба на рч. Нея, Климово д. на рч. Идол, Кобяково д. на рч. Кожевенка, Колесово д. на рч. Исаковка, Контево д., 2 ш., Коняево д. на рч. Нея, Котово д. на рч. Козна, Красково д. на рч. Идол, Красковская в. м. на рч. Идол, Кузнецово д. на рч. Жогловка, Кузнецово д. на рч. Нея, Лабозино д. на рч. Идол, Лаптуново д., Липихино д. на рч. Талица, Лучкино д. на рч. Нея, Лучкино усадьба на рч. Нея, Мальгино с., ш., б., я. на рч. Козна, Макарьино д. на рч. Нея, Маркашево д. на рч. Нея, Мартюгино д. на рч. Печерды, Марьино д. на рч. Козна, Матвейково д. на рч. Идол, Мелехино д. на рч. Мироновка, Микляево (Холм) д., Михалево д. на рч. Идол, Михалево д. на рч. Идол, Михалевское зем. на рч. Идол и Нея, Мутелягино д., Наумов Починок (Большая Погорелка) д. на рч. Нея, Никоново д. на рч. Идол, Никулино д. на рч. Хорба, Носуево д. на рч. Нея, Окулово д. на рч. Кожевенка, Окулово усадьба, Олехово л., Павлыгино д. на рч. Задневка, Панино д. на рч. Мироновка, Панкратово д., Паново д. на рч. Козна, Передний Двор д., Погорелка д. на рч. Нея, Половинница усадьба на рч. Жогловка, Поломка усадьба на рч. Кожевенка, Починок д. на рч. Нея, Починок Творожный д., Прокофьев п., Прудовка д., Пынгирь д., Русино д., Репьево д. на рч. Печерды, Сваино д. на рч. Нея, Середний Двор д. на рч. Макаровка, Сидорово д. на рч. Исаковка, Синяков п. на рч. Козна, Слабыри д., Слабыри усадьба, Солодихино д. на рч. Нея, Спицино д. на рч. Нея, Спорный Починок д., Старово д., Степыкино д. на ручьях Козна и Талица, Сывки д. на рч. Нея, Сывкинская в. м. на рч. Нея, Тарасово д. на рч. Идол, Терехово д. на рч. Идол, Троица, что у Голавы (Мальгино) с., Фаликово д. на рч. Печерды, Федяево д. на рч. Нея, Фролово д. на рч. Нея, Хутор кр. Тимофеева на рч. Задневка, Чебаново д. на рч. Нея, Шекурино д. на рч. Печерды, Шекуринское зем. уч. на рч. Печерды, Шипово Большое д. на рч. Печерды, Шипово Малое д. на рч. Печерды, Шипулино д., Щекино д. на рч. рч. Идол и Козна.